# HP SureSupply
HP SureSupply è un software gratuito per stampanti, creato e distribuito da Hewlett-Packard. 
Gli utenti delle stampanti HP, che dispongono e hanno abilitata la funzionalità SureSupply, potranno gestire e ordinare online la cartuccia-toner mediante i distributori preferiti o in HP Store.

## Storia
1999 – HP iniziò ad offrire la tecnologia automatizzata delle ordinazioni dei toner per la stampa laser.
2000 – Fu introdotta nel mercato per la prima volta negli USA.
2004 – Fu ampliato il programma per includere anche le cartucce delle stampanti a getto d'inchiostro, denominato SureSupply.
SureSupply fu applicato gradualmente fuori dagli Stati Uniti e in questo momento è presente in tutto il mondo (vedere elenco completo dei paesi, nella parte sottostante).
Nel 2008, SureSupply ebbe in Europa più di 3 milioni di visite, e attualmente dispone di 4 milioni di visite.
| Stati Uniti | Svezia          | Bulgaria    |
| Cina        | Belgio          | Ucraina     |
| Regno Unito | Repubblica Ceca | Sudafrica   |
| Brasile     | Venezuela       | Indonesia   |
| Spagna      | Colombia        | Porto Rico  |
| Francia     | Thailandia      | Croazia     |
| Corea       | Arabia Saudita  | Ecuador     |
| Germania    | Portogallo      | Slovenia    |
| Turchia     | Perú            | Lituania    |
| Taiwan      | Norvegia        | Vietnam     |
| Russia      | Malesia         | Estonia     |
| Olanda      | Singapore       | Lettonia    |
| Polonia     | Cile            | Paraguay    |
| Canada      | Austria         | Bolivia     |
| Australia   | Romania         | Bielorussia |
| Messico     | Grecia          | Lussemburgo |
| Italia      | Finlandia       | Cipro       |
| India       | Ungheria        | Serbia      |
| Argentina   | Nuova Zelanda   | Uruguay     |
| Danimarca   | Israele         | Kazakistan  |
| Giappone    | Slovacchia      |             |
| Svizzera    | Filippine       |             |
| Hong Kong   | Irlanda         |             |

L'elenco viene mostrato attualmente da maggiore a minore in numero di visite.

## Funzionalità
SureSupply avverte automaticamente l'utente, quando la cartuccia - toner della stampante HP è a punto di esaurirsi, invitandolo a semplificare il processo d'acquisto attraverso il procedimento online; la consegna del materiale è di 3 giorni. 
Se il cliente accetta, il servizio trasmette i dati necessari (modello della stampante e cartuccia-toner compatibile) alla piattaforma di SureSupply attraverso Internet; il cliente deve selezionare solamente i prodotti di cui ha bisogno e scegliere il fornitore desiderato. 
SureSupply fornisce l'accesso diretto alle pagine web dei fornitori associati, riempiendo il carrello degli acquisti virtuale dell'utente con la cartuccia-toner scelta. Questo metodo evita che l'utente debba cercare i codici dei prodotti degli accessori e la preoccupazione di aver scelto la cartuccia corretta per la sua stampante.

## Compatibilità della stampante
SureSupply è disponibile nelle stampanti laser a getto d'inchiostro HP acquistate a partire dal 2004. Le stampanti che non dispongono dell'attivazione SureSupply possono scaricarla dal sito web.